# Sexo intercrural
Sexo intercrural (do latim inter (entre) e crus (pernas)), também conhecido como sexo femoral, sexo intercoxa ou sexo interfemoral, consiste em um tipo de sexo não penetrativo em que um dos participantes coloca seu pênis entre as pernas do outro (muitas vezes com lubrificação), onde ambos obtém prazer mediante a fricção genital resultante, simulando o coito com penetração.
Na gíria diz-se sexo nas perninhas, conforme, por exemplo, um inédito de António Botto.